# دائرة قصر صباحي
دائرة قصر صباحي إحدى دوائر ولاية أم البواقي الجزائرية . عاصمتها هي قصر صباحي وتضم بلديات : 
- قصر صباحي